# Juniperus bermudiana

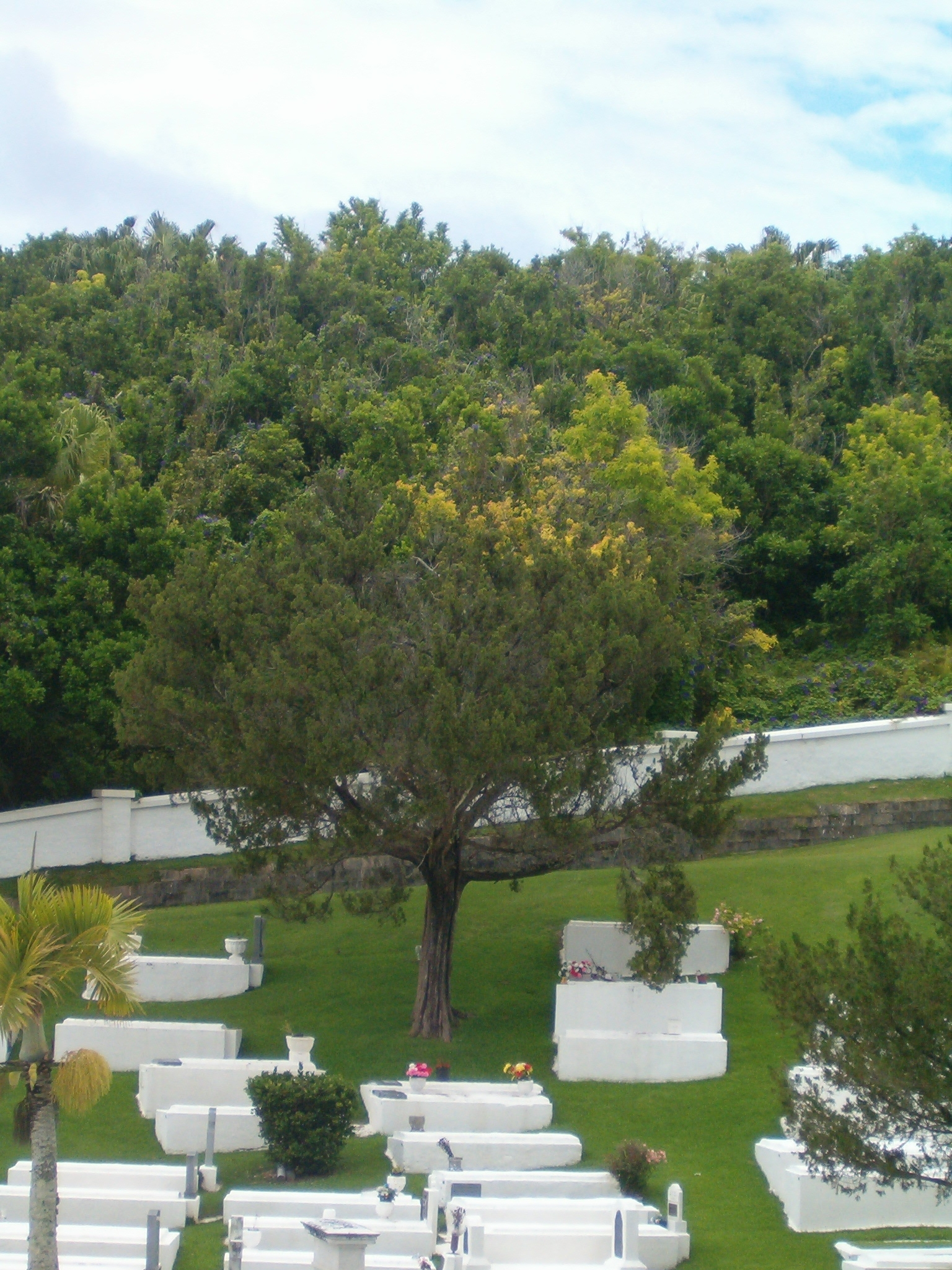
Árvore madura num cemitério (Bermuda).

Juniperus bermudiana L., conhecido pelo nome comum de cedro-da-bermuda, é uma espécie da família Cupressaceae endémica nas Bermudas. A planta apresenta fortes semelhanças à espécie J. brevifolia, endémica nos Açores.

## Descrição
É uma árvore perene que cresce até 15 m de altura (mesofanerófito), com um tronco de até 60 cm de espessura, embora no passado tenham existido espécimes maiores. O ritidoma é uma casca fina, que esfolia em tiras.
A folhagem é de cor azul-verde, com folhagem reduzida a pequenas folhas aciculares (agulhas) agrupadas em tufos individuais 1,3-1,6 mm de largura, com secção quadriforme (com quatro lados bem distintos). As folhas tem a forma das agulhas típicas das cupressáceas, com 1,0-1,5 mm de largura, 1,5-2,5 mm de comprimento, mas podendo atingir os 4 mm de comprimento em brotos com forte crescimento. As folhas têm na base uma glândula pouco perceptível, dispondo-se em pares decussados opostos, ocasionalmente em verticilos decussados com três pares de folhas. As plantas juvenis apresentam agulhas com 4-8 milímetros de comprimento.
Os frutos são cones, superficialmente semelhantes a bagas, de tamanho irregular, com 4–6 mm de comprimento e 5–8 mm de largura, macios e verdes quando imaturos, de cor roxo-azulada quando maduros, o que ocorre cerca de 8 meses após a polinização que em geral tem lugar no início da primavera. Os cones masculinos têm 4–6 mm de comprimento, de cor amarela, mas ficando acastanhados após a libertação do pólen.
Cada cone contém 1-2 (raramente 3) sementes, globosos a piriformes.

## Ecologia e estado de conservação

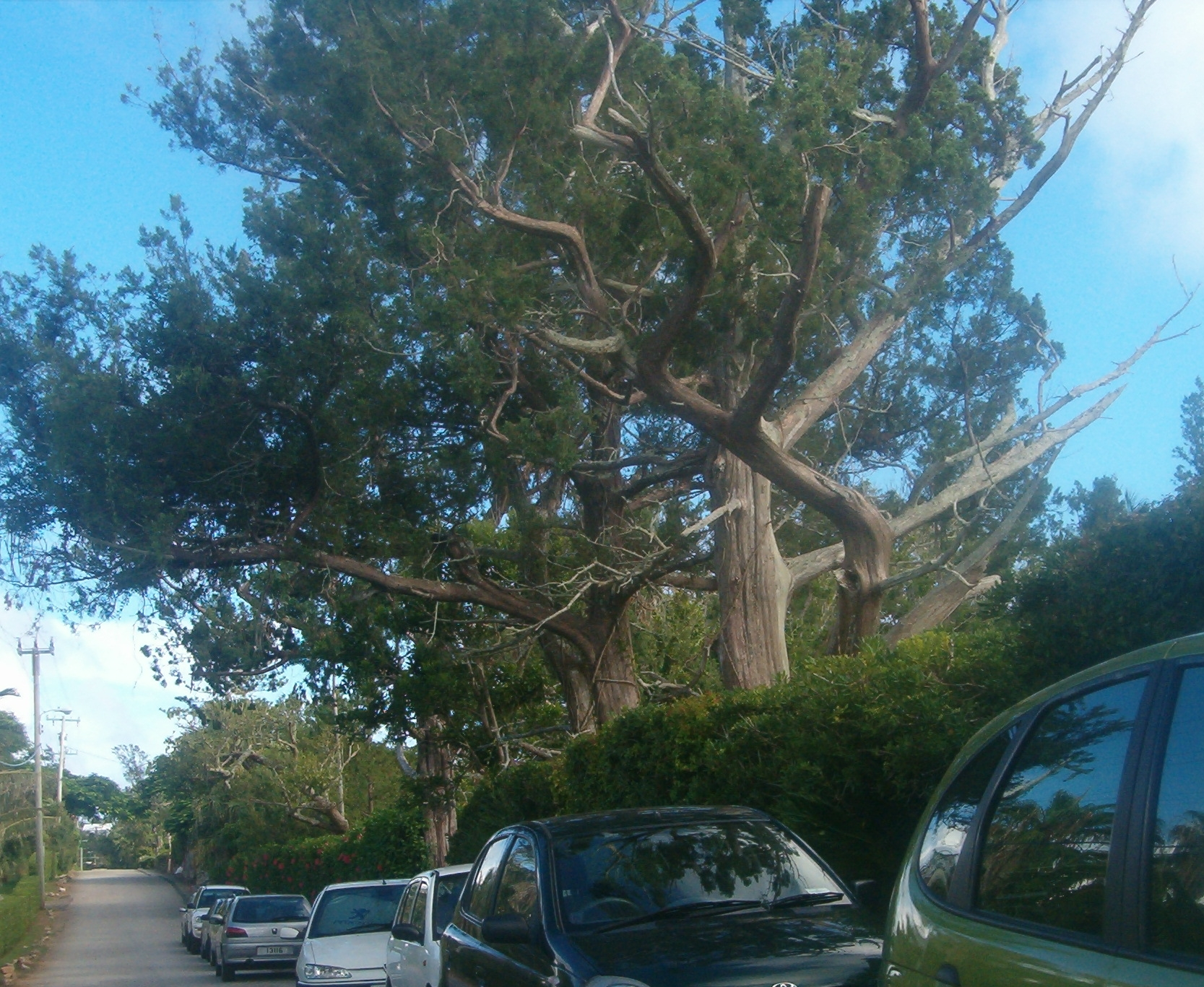
juniperus bermudiana entre uma rua

A espécie encontra-se em estado crítico de conservação, com a sua sobrevivência ameaçada pelo ataque de duas espécies de insectos (as cochonilhas Lepidosaphes newsteadi e Carulaspis minima), que foram involuntariamente introduzidas a partir dos Estados Unidos em meados da década de 1940. Em 1978, o ataque daquelas espécies já tinha matado 99% dos espécimes de J. bermudiana existentes nas Bermudas, cerca de 8 milhões de árvores. No entanto, os restantes 1% das árvores mostrou ser resistente às cochonilhas, o que conjugado com os esforços do Departamento da Agricultura, Pesca e Parques (Department of Agriculture, Fisheries and Parks) das Bermudas, que promoveu a plantação de plantas jovens obtidas a partir desta cepa resistente, permitiu salvar a espécie da extinção.
Outra ameaça surgiu nas décadas de 1950 e 1960, quando a casuarina (Casuarina equisetifolia), uma árvore nativa da Austrália, foi introduzida na Bermuda para substituir as funções de quebra-vento anteriormente desempenhadas pelo J. bermudiana. Nas condições edáfo-climáticas da Bermuda, a casuarina provou ser um invasor agressivo, não permitindo que outras plantas, incluindo o J. bermudiana, sobrevivessem à sua sombra. Outras espécies introduzidas na tentativa de substituir a floresta de J. bermudiana foram a Coccoloba uvifera e a aroeira-vermelha (Schinus terebinthifolius), espécies que também competem por espaço com o cedro-das-bermudas.
Uma nova ameaça resulta da subida do nível do mar, que se infiltra sob os terrenos baixos costeiros, salinizando-os, o que coloca em risco alguns bosques antigos de cedro-da-bermuda que já estão a morrer.
A espécie é ocasionalmente usada como uma árvore ornamental fora das Bermudas, sendo considerada como naturalizada no Hawaii e na ilha de Santa Helena. Foram plantados mais de 6 500 espécimes no Hawaii entre 1921 e 1953, o que permitiu o estabelecimento de populações selvagens.
As florestas de J. bermudiana que cobriam a Bermuda alimentavam muitas espécies de aves que tinham evoluído e se adaptado a elas, tornando-se endémicas naaquela ilha. Com a perda de tantas árvores, tais espécies também se encontram à beira da extinção. Entre as aves ameaçadas pelo desaparecimento dos bosques de cedro-das-bermudas está a subespécie bermudiana do Vireo griseus. Apesar dos esforços por parte do público e do governo para aumentar as suas populações, juntamente com a recuperação das populações do cedro-da-bermuda, que podem demorar 200 anos para atingir a plena maturidade, a sobrevivência das populações daquelas aves estão em risco.